# Gorodiščenskij rajon (Oblast' di Penza)
Il Gorodiščenskij rajon (in russo Городищенский район?) è un rajon dell'Oblast' di Penza, nella Russia europea, il cui capoluogo è Gorodišče. Istituito il 16 luglio 1928, ricopre una superficie di 2.053 chilometri quadrati.